# Hogzilla
Hogzilla var en vildgris, en korsning mellan vildsvin och tamgris, skjuten i Alapaha, Georgia den 17 juni 2004 av Chris Griffin på Ken Holyoaks gård, där man bedrev jakt och fiskuppfödning. Nyheten om jättevildsvinet gjorde att samhället Alapaha översvämmades av turister och särskilda evenemang arrangerades.

## Uppmätning
Grisen påstods ursprungligen ha varit 3,6 m lång och vägt över 450 kg. Kvarlämningarna grävdes upp i början av 2005 och blev undersökta av forskare från National Geographic för en dokumentärfilm. I mars 2005 kunde forskarna fastställa att Hogzilla egentligen hade vägt 360 kg och att den varit 2,1-2,6 m lång. Trots det anses grisen vara den största som iakttagits eller nedlagts. Den stora vikten kan förklaras genom att det var en korsning mellan vildsvin och tamgris. Ken Holyoak hävdar fortfarande att hans uppgifter var korrekta och att kroppen krympt, National Geographic hävdar å sin sida att de tagit hänsyn till tiden som förflutit mellan nedläggningen och den mer vetenskapliga mätningen. Enligt forskarna mätte Hogzillas betar 71 cm och 48 cm, vilket var ett nytt rekord för Nordamerika. 